# Hiyashi chūka

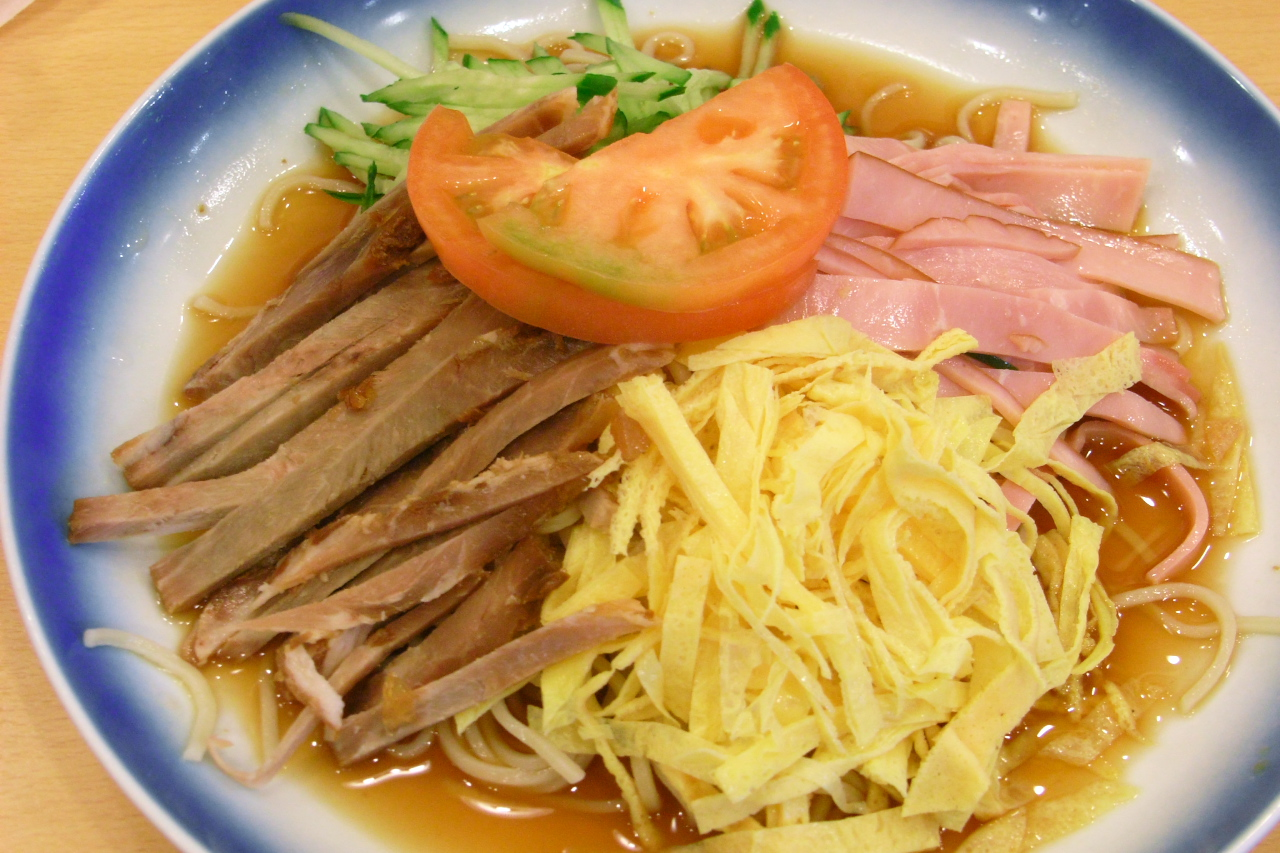
Prato com Hiyashi Chuka

Hiyashi Chuka (muitas vezes chamado apenas de Chuka) é um prato do Japão com macarrão tipo ramen, geralmente servido frio. Teria surgido como prato típico japonês durante a Segunda Guerra Mundial, por causa da imigração chinesa. Outros dizem que não teria surgido em nenhum desses países, já que nem o Japão e nem a República Popular da China reivindicam a origem do prato. O Hiyashi Chuka é um prato de verão muito popular no Brasil.

## Etimologia
A palavra Hiyashi Chuka é de origem japonesa. Hiyashi significa frio, remetendo ao modo como é servido, e Chuka significa China, remetendo à possível origem do prato.

## Composição
O Hiyashi Chuka consiste em um macarrão do tipo ramen em um caldo, embora também seja possível fazer o uso de Udon. O caldo é feito a partir da mistura de água, Molho de Soja Shoyu, óleo de gergelim torrado, Vinagre de Arroz, tempero Hondashi, açúcar, gengibre ralado e molho La-Yu. Também são usados outros ingredientes como complemento, são eles:Camarões com Saquê, pepino, alface, tomate, presunto fatiado, tiras de omelete, carne de caranguejo, brotos de Rabanete Kaiware e, opcionalmente, tender de frango no vapor, brotos de feijão escaldados e algas wakame e nori. A guarnição do prato é feita com gergelim assado, mostarda Karashi e gengibre vermelho em conserva.